# Czarny Książę

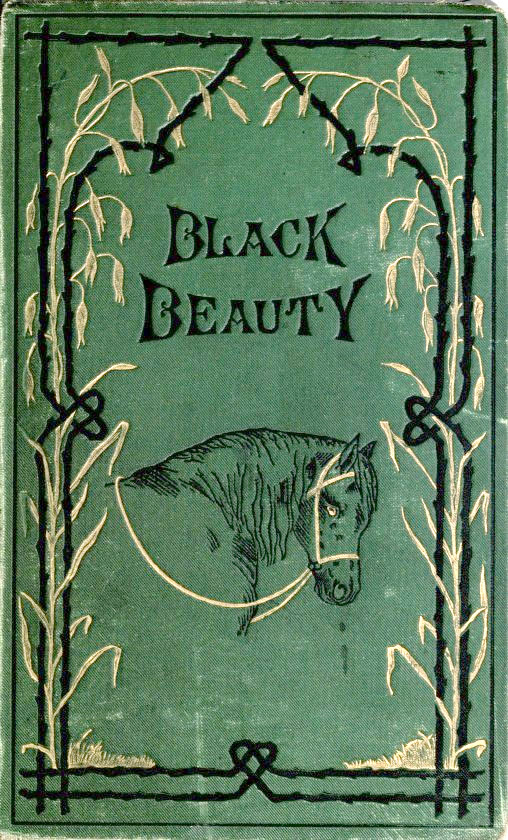
Pierwsze wydanie

Czarny Książę (ang. Black Beauty, inne polskie tłumaczenie – Mój Kary) – powieść Anny Sewell dla dzieci i młodzieży opublikowana w 1877. Książka jest pisana w pierwszej osobie, narratorem jest koń – Czarny Książę. Opowiada on historię swojego życia, od narodzin po wiek sędziwy.
Czarny Książę to jedyna powieść Anny Sewell, napisana na krótko przed śmiercią pisarki. Dzieło bardzo szybko stało się bestsellerem. Na jego podstawie nakręcono kilka filmów i seriali.
Autorka chciała przez swoje dzieło zwrócić uwagę na częste, jej zdaniem, okrutne traktowanie koni. Dlatego pierwotnie książka była adresowana głównie do właścicieli koni, z czasem stając się książką dla dzieci.
Książka nosi podtytuł Autobiografia opowiedziana przez pewnego konia – Anna Sewell często mówiła, że nie napisała Czarnego Księcia, ale tylko przetłumaczyła go z języka końskiego na angielski.

## Filmy
- Black Beauty – australijski film animowany z 1978 roku.
- Czarny Książę – australijski film animowany z 1987 roku
- Czarny Książę - ekranizacja z 1990 r.